# Arroyo Juan Asencio
Arroyo Juan Asencio är ett periodiskt vattendrag i Argentina.   Det ligger i provinsen Corrientes, i den nordöstra delen av landet, 500 kilometer norr om huvudstaden Buenos Aires.
Omgivningen kring Arroyo Juan Asencio består i huvudsak av gräsmarker och området är mycket glesbefolkat, med 4 invånare per kvadratkilometer.